# Taberna

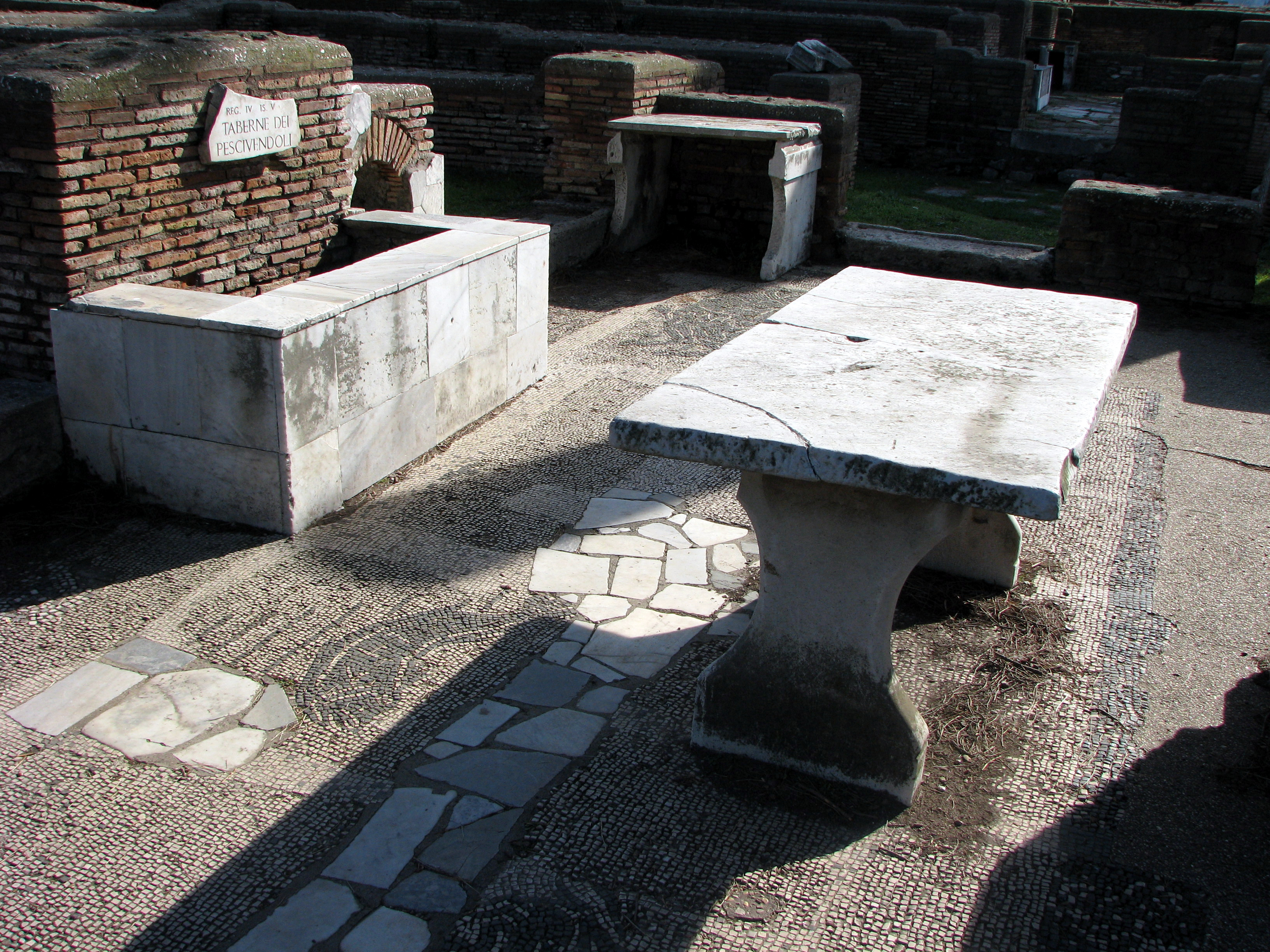
Taberna di pescivendoli a Ostia antica

Nell'antica Roma la taberna (in latino taberna, al plurale tabernae) era un ambiente aperto su uno spazio più ampio, dotato di un'ampia porta, in genere dedicato ad attività commerciali. Ambienti di questo genere si trovano inseriti in edifici pubblici (per esempio le taberne sul fondo dei portici dei fori) o privati, in genere aperti verso la pubblica strada, come al piano terra delle insulae (caseggiati a più piani), ma anche lungo le facciate delle domus.
Generalmente erano costituite da un unico ambiente, spesso coperto da una volta a botte. Potevano essere dotate di un mezzanino, accessibile da una scala interna e illuminato da una finestra sopra la porta. A volte servivano anche da abitazione per il commerciante-artigiano, che poteva vivere nel mezzanino, ovvero in un retrobottega. In altri casi mezzanino o retrobottega potevano servire da magazzino per le merci.
A seconda delle attività che vi si svolgevano potevano essere dotate di vasche o banconi. Alcune (thermopolium) erano specializzate nella preparazione e nella vendita di cibi e bevande.

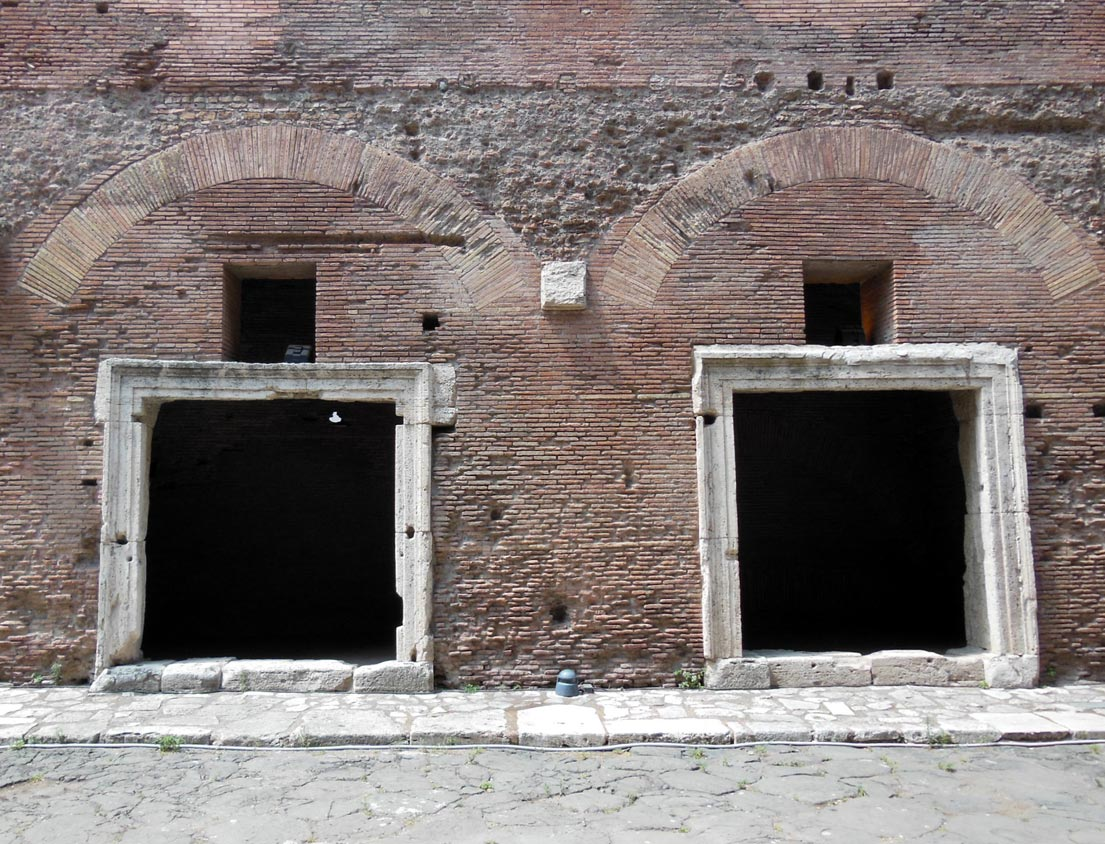
Mercati di Traiano, via Biberatica, taberne con stipiti e soglia in travertino originali

Specialmente se inserite negli edifici pubblici, potevano essere utilizzate anche per altri scopi (per esempio attività amministrative a contatto con il pubblico), come sembra per i numerosi ambienti che si aprono sulle strade interne, ma anche su ambienti interni, nei cosiddetti "Mercati di Traiano" a Roma, collegati al foro di Traiano.
La taberna era un'unità per la vendita al dettaglio nell'ambito dell'Impero romano, dove venivano svolte numerose attività commerciali e terziarie, comprese la vendita di cibi cotti, vino e pane.

## Diffusione
Conosciute anche in Grecia, prevalentemente in città con intensa attività commerciale, intorno alla fine del V e nel IV secolo a.C., si diffusero in tutto il Mediterraneo con i Romani, legate allo sviluppo commerciale di numerose città. Resti di taberne si trovano in numero consistente in città come Pompei, Ostia, Corinto, Cartagena (Carthago Nova), Narbona (Narbo)..
Tito Livio descrive l'aspetto delle taberne nelle strade di Tusculum, in riferimento ad una visita di Marco Furio Camillo:
(Tito Livio, Ab Urbe condita libri, VI, 25)
Il principale centro delle attività commerciali cittadine fu in origine la piazza del foro. A Roma, sul lato nord-orientale del Foro Romano erano attestate nel V secolo a.C. le tabernae lanienae, che ospitavano la vendita delle carni e furono sostituite alla fine del IV secolo a.C. dalle tabernae argentariae, sede dei banchieri; queste, ricostruite dopo la distruzione subita nell'incendio del 210 a.C. presero il nome di tabernae novae (mentre quelle sul lato opposto della piazza, non toccate dall'incendio, erano chiamate tabernae veteres).
Nelle epoche successive, tuttavia, il foro tendeva ad essere riservato alle attività religiose, politiche e amministrative della città, mentre le attività commerciali si spostarono generalmente al suo esterno, in edifici appositamente realizzati, come i macella, con ampi cortili su cui si affacciavano portici con taberne sui quattro lati.
Negli edifici residenziali a più piani (insulae) i locali destinati a taberna erano situati ai livelli inferiori. Le persone che gestivano le taberne erano chiamati "tabernari": potevano essere affittuari o gestori dell'attività per conto del proprietario dell'immobile.